# 大阪府立福泉高等学校
大阪府立福泉高等学校（おおさかふりつ ふくいずみこうとうがっこう）は、大阪府堺市西区にある公立高等学校。

## 概要
1983年に開校した。全日制普通科を設置する。学校名は、学校所在地周辺が堺市に編入する前は旧泉北郡福泉町だったことに由来する。
習熟度別少人数展開授業を実施し、基礎学力の育成を重視している。また英検などの資格取得を学校としても後援し、取得資格を単位として認定することもおこなっている。

## 沿革
大阪府の高校増設方針により、全日制普通科高等学校として1983年に開校した。
大阪府教育委員会は2024年8月、同校を2026年度入試から募集停止する方針を発表した。2021年度入試から4年連続で定員割れになったことや、中学校卒業者の減少が原因だとしている。募集停止撤回署名を集めるなどの反対運動が起きたものの、大阪府教育委員会は2024年11月、当初の計画案通り、同校の2026年度よりの募集停止を決定した。これに伴い、最終学年が卒業する2028年3月に閉校する見通しになっている。

### 年表
- 1981年10月 - 大阪府議会で学校新設方針を議決。
- 1982年6月4日 - 仮称「大阪府立第138高等学校」の工事契約承認議決・建築工事着工。この日を創立記念日とする[1]。
- 1982年12月22日 - 大阪府条例により大阪府立福泉高等学校の設置が決定。
- 1983年4月1日 - 開校。
- 2011年 - 専門コース（環境科学・国際文化）設置。
- 2024年11月 - 大阪府教育委員会、同校の2026年度入試以降の募集停止を決定。
- 2028年3月 - 最終学年の在校生の卒業に伴い閉校（予定）。

## 交通
- 南海バス　福泉高校前下車
- 南海泉北線 栂・美木多駅 北へ約3.1km。
- 阪和線 鳳駅 南東へ約4.3km。

## 出身者
- 山田花子（お笑いタレント）
- 鈴木つかさ（お笑いタレント）
- 宮田和希（プロ野球選手、埼玉西武ライオンズ所属）